# 波切敦
波切 敦（なみきり あつし、1985年 - ）は、日本の漫画家。長野県塩尻市出身。男性。2022年より『週刊少年サンデー』（小学館）にて、『レッドブルー』を連載している。

## 来歴
1985年、長野県塩尻市で誕生。人生で初めて読んだ漫画は『OH!MYコンブ』で、子どものころは『ラストレジオン UX』と『ガチャフォース』のゲームを好み、青春時代には星新一の作品を愛読して過ごす。町田・デザイン専門学校を卒業後、『チャゲチャ』や『黒子のバスケ』や『ハイキュー!! 』のアシスタントを経験。作品では体育館のシーンをよく任されていた。
2017年、『ガリバク合気』が第79回小学館新人コミック大賞で佳作を受賞。その後、読み切りが掲載された際に波切は「漫画家になった」と実感している。
2018年4月、『週刊少年サンデー』（小学館）にてバスケットボールを題材とした『switch』の連載を開始。波切が中学校のころ、休み時間によくバスケットボールをしていたという過去があり、ほかのスポーツに比べてバスケットボールが上手にできたため、サッカーや野球ではなく、バスケットボールを題材とした同作を描くことに決めたという。同作が波切の初の連載作品となる。
2022年1月12日発売の同誌7号より総合格闘技を題材とした『レッドブルー』の連載を開始。

## 人物
心が温まる作品には『リアル・スティール』、『ギフテッド』、『チョコレートドーナツ』の映画を、好きなSF作品には『インターステラー』、『コンタクト』、『ギャラクシー・クエスト』を挙げている。好きな映画または面白かった映画は『パシフィック・リム』と『ゲット・アウト』。
人物の絵を描く際には前鋸筋に一番こだわっており、「いつの間にか男優の筋肉を見ている時がある」と話している。しかし、自身の絵で「ここを見てほしい」というポイントは大円筋である。

## 作品リスト

### 連載
- switch（『週刊少年サンデー』2018年20号[9] - 2021年24号） - 初連載[7]。
- レッドブルー（『週刊少年サンデー』2022年7号[2] - 連載中）

### 読み切り
- 貫通（『週刊少年サンデー』2017年17号[7]）
- トリックショット（『週刊少年サンデー』2018年11号[7]）

### 書籍
- 『switch』、小学館〈少年サンデーコミックス〉2018年 - 2021年、全15巻
  1. 2018年11月16日発売[16]、ISBN 978-4-09-128400-6
  2. 2018年11月16日発売[17]、ISBN 978-4-09-128569-0
  3. 2019年1月18日発売[18]、ISBN 978-4-09-128775-5
  4. 2019年4月18日発売[19]、ISBN 978-4-09-129129-5
  5. 2019年7月18日発売[20]、ISBN 978-4-09-129298-8
  6. 2019年10月18日発売[21][22]、ISBN 978-4-09-129430-2
  7. 2020年1月17日発売[23]、ISBN 978-4-09-129543-9
  8. 2020年4月16日発売[24]、ISBN 978-4-09-850063-5
  9. 2020年7月17日発売[25]、ISBN 978-4-09-850159-5
  10. 2020年10月16日発売[26]、ISBN 978-4-09-850267-7
  11. 2021年1月18日発売[27]、ISBN 978-4-09-850382-7
  12. 2021年4月16日発売[28]、ISBN 978-4-09-850520-3
  13. 2021年7月16日発売[29][30]、ISBN 978-4-09-850636-1
  14. 2021年7月16日発売[29][31]、ISBN 978-4-09-850637-8
  15. 2021年7月16日発売[29][32]、ISBN 978-4-09-850638-5
- 『レッドブルー』、小学館〈少年サンデーコミックス〉2022年[33] - 刊行中、既刊14巻（2025年6月18日現在）

## メディア出演

### テレビ番組
- 漫道コバヤシ #113「祝！『レッドブルー』実写ドラマ記念SP 波切敦先生降臨！」（2025年3月24日、フジテレビONE）[34][35]

## 関連人物
澤井啓夫
師匠。
藤巻忠俊
師匠。
古舘春一
師匠。『switch』の単行本第2巻の帯には古舘からの推薦コメントが寄せられている。